# Ängsspröding
Ängsspröding (Psathyrella clivensis) är en svampart som först beskrevs av Berk. & Broome, och fick sitt nu gällande namn av Peter D. Orton 1960. Ängsspröding ingår i släktet Psathyrella och familjen Psathyrellaceae.  Arten är reproducerande i Sverige. Inga underarter finns listade i Catalogue of Life.